# III. třída okresu Hradec Králové 2012/2013
V utkáních III. třídy okresu Hradec Králové 2012/2013, jedné ze skupin 9. nejvyšší fotbalové soutěže v Česku, se utkalo 14 týmů dvoukolovým systémem podzim – jaro. Tento ročník začal v srpnu 2012 a skončil v červnu 2013.
Postup do II. třídy okresu Hradec Králové 2013/2014 si zajistily první 3 týmy TJ Sokol Stěžery, FC Slavia Hradec Králové „B“ a TJ Sokol Kratonohy „B“. Sestoupil poslední tým SK Slavia Libřice. TJ Sokol Velichovky se přesunul soutěží okresu Náchod. Týmy AFK Urbanice a RMSK Cidlina Nový Bydžov "C" se do následujícího ročníku soutěží nepřihlásily.

## Konečná tabulka III. třídy okresu Hradec Králové 2012/2013
| Poř. | Tým                          | Z  | V  | R | P  | VG | OG | B  |
| ---- | ---------------------------- | -- | -- | - | -- | -- | -- | -- |
| 1.   | TJ Sokol Stěžery (S)         | 26 | 20 | 3 | 3  | 93 | 30 | 63 |
| 2.   | FC Slavia Hradec Králové „B“ | 26 | 20 | 2 | 4  | 74 | 28 | 62 |
| 3.   | TJ Sokol Kratonohy „B“       | 26 | 17 | 2 | 7  | 73 | 40 | 53 |
| 4.   | TJ Sokol Ohnišťany           | 26 | 15 | 3 | 8  | 73 | 39 | 48 |
| 5.   | TJ Sokol Třebeš „B“ (N)      | 26 | 13 | 3 | 10 | 62 | 42 | 42 |
| 6.   | TJ Bystřice Boharyně (N)     | 26 | 12 | 4 | 10 | 42 | 41 | 40 |
| 7.   | TJ Sokol Skřivany            | 26 | 11 | 7 | 8  | 57 | 33 | 40 |
| 8.   | TJ Sokol Malšova Lhota       | 26 | 8  | 6 | 12 | 34 | 41 | 30 |
| 9.   | TJ Sokol Velichovky          | 26 | 8  | 5 | 13 | 42 | 59 | 29 |
| 10.  | AFK Urbanice                 | 26 | 90 | 2 | 15 | 46 | 83 | 39 |
| 11.  | RMSK Cidlina Nový Bydžov "C" | 26 | 8  | 3 | 15 | 46 | 60 | 27 |
| 12.  | FC Spartak Kobylice "B"      | 26 | 6  | 4 | 16 | 43 | 78 | 22 |
| 13.  | TJ Jiskra Prasek (S)         | 26 | 5  | 4 | 17 | 32 | 95 | 19 |
| 14.  | SK Slavia Libřice            | 26 | 6  | 0 | 20 | 23 | 71 | 18 |

Poznámky:
- Z = Odehrané zápasy; V = Vítězství; R = Remízy; P = Prohry; VG = Vstřelené góly; OG = Obdržené góly; B = Body; (S) = Mužstvo sestoupivší z vyšší soutěže; (N) = Mužstvo postoupivší z nižší soutěže (nováček)

|  | Postup do II. třídy okresu Hradec Králové 2013/2014 |
|  | Sestup do IV. třídy okresu Hradec Králové 2013/2014 |